# Dean Dawson
Dean Dawson (* 6. Juni 1977 in Berlin) ist ein Berliner Rapper.

## Karriere
Gemeinsam mit dem Rapper Harris war er in den 1990er Jahren unter dem Namen Spezializtz erfolgreich. Er gründete das Hip-Hop-Label G.B.Z. Imperium. Über dieses Label veröffentlichten sie das Album G.B.Z. Oholika I mit Gästen wie z. B. Afrob (Afrokalypse), Immo (Kennst Ja) oder Ferris MC (Faker).
GBZ Oholika II erschien mit Gästen wie Moses Pelham, Da Fource, DJ Thomilla und Afrob.
G.B.Z. Connectz hingegen war ein Sampler, auf dem D-Flame, Bektas, Curse, Afrob, Bintia, Black Kappa, Samy Deluxe, Azad, Xavier Naidoo, Charnell und Ferris MC vertreten sind.
Das letzte Spezializtz-Feature war auf dem DJ Desue Album Art of War.
2004 erlangte Dean wieder Aufmerksamkeit durch seine Single Hip Hop Music (It Will Never Die), bei der auch Afrob und D-Flame im Video mitwirkten. Außerdem war er auch auf der ASD-Platte Wer hätte das gedacht? und auf Afrobs drittem Soloalbum Hammer vertreten. Inzwischen hat Dean sein eigenes Label Streetlife Entertainment gegründet, über das er 2005 auch ein Soloalbum namens Streetlife Report veröffentlichte.
Am 6. Juni 2006 veröffentlichte er sein zweites Soloprojekt namens D-Day, eine Anspielung auf B-Day, denn Dawson ist am 6. Juni geboren. Das Album wurde hauptsächlich von Bock Auf'n Beat, Plattenpapzt, DJ Desue und Montana Beats produziert. Als Feature-Gäste sind unter anderem Afrob, D-Flame, Deso Dogg, Kaisa und Joce & Reza vertreten.
Im Sommer 2007 erschien das dritte Spezializtz-Album GBZ Oholika III (mit Harris).
2008 nahm er zusammen mit der Far East Band für Sachsen am Bundesvision Song Contest mit dem Stück Unfassbar teil, wo er den fünfzehnten Platz belegte. 

## Diskografie

### Alben
- 2005: Streetlife Report
- 2006: D-Day
- 2021: Chronika 2.0
- 2024: Different Breed

### Sonstige
- 2005: Also was!?! (DJ Desue Remix) (feat. Afrob & Samy Deluxe) (Juice Exclusive! auf Juice-CD #57)
- 2009: Flavor of the Week (G-Mix) (mit Trav und Lil' Eddie) (Juice Exclusive! auf Juice-CD #97)
- 2013: Unvergessen (feat. CJ Taylor) - Single
- 2021: All In - Single
- 2022: Raw (feat. DJ Primetime) - Single